# Campeonato Asiático de Judo de 2013
El XXIV Campeonato Asiático de Judo se celebró en Bangkok (Tailandia) entre el 19 y el 20 de abril de 2013 bajo la organización de la Unión Asiática de Judo.
En total se disputaron catorce pruebas diferentes, siete masculinas y siete femeninas.

## Resultados

### Masculino
| Evento  | Oro                              | Plata                             | Bronce                                                      |
| ------- | -------------------------------- | --------------------------------- | ----------------------------------------------------------- |
| –60 kg  | Hirofumi Yamamoto Japón          | Kim Won-Jin Corea del Sur         | Yeldos Smetov · Kazajistán · Tsai Ming-Yen · China Taipéi   |
| –66 kg  | Davaadorjiin Tömörjüleg Mongolia | Masaaki Fukuoka Japón             | Hwang Bo-Bae · Corea del Sur · Azamat Mukánov · Kazajistán  |
| –73 kg  | Hong Kuk-Hyon Corea del Norte    | Sainzhargalyn Niam-Ochir Mongolia | Huang Chun-Ta China Taipéi Wang Ki-Chun Corea del Sur       |
| –81 kg  | Hong Suk-Woong Corea del Sur     | Yasuhiro Ebi Japón                | Amir Gasemi Nejad Irán Otgonbaataryn Uuganbaatar Mongolia   |
| –90 kg  | Shohei Shimowada Japón           | Gwak Dong-Han Corea del Sur       | Islam Bozbayev · Kazajistán · Jurshid Nabiev · Uzbekistán   |
| –100 kg | Javad Mahjub Irán                | Shim Ji-Ho Corea del Sur          | Battulga Temüülen Mongolia Shah Hussain Shah Pakistán       |
| +100 kg | Gaku Fujii Japón                 | Iurii Krakovetskii · Kirguistán   | Cho Gu-Ham · Corea del Sur · Yerzhan Shynkeyev · Kazajistán |

### Femenino
| Evento | Oro                           | Plata                                | Bronce                                                               |
| ------ | ----------------------------- | ------------------------------------ | -------------------------------------------------------------------- |
| –48 kg | Hiromi Endo Japón             | Kim Sol-Mi Corea del Norte           | Mo Qinqin China Mönjbatyn Urantsetseg Mongolia                       |
| –52 kg | Takumi Miyakawa Japón         | Baljinnyamyn Bat-Erdene Mongolia     | Anita Chanu India Liu Jing China                                     |
| –57 kg | Megumi Ishikawa Japón         | Kim Jan-Di Corea del Sur             | Dorzhsürenguiin Sumiyaa · Mongolia · Lenariya Mingazova · Kazajistán |
| –63 kg | Xu Lili China                 | Kim Su-Gyong Corea del Norte         | Miki Tanaka Japón Tsend-Ayuushiin Tserennadmid Mongolia              |
| –70 kg | Hwang Ye-Sul Corea del Sur    | Tsend-Ayuushiin Naranjargal Mongolia | Gulnoza Matniyazova Uzbekistán Karen Nun-Ira Japón                   |
| –78 kg | Jeong Gyeong-Mi Corea del Sur | Sol Kyong Corea del Norte            | Battulgyn Mönjtuyaa Mongolia Zhang Zhehui China                      |
| +78 kg | Lee Jung-Eun Corea del Sur    | Mai Tateyama Japón                   | Li Yang China Thonthan Satjadet Tailandia                            |

## Medallero
| Núm. | País            | Oro | Plata | Bronce | Total |
| ---- | --------------- | --- | ----- | ------ | ----- |
| 1    | Japón           | 6   | 3     | 2      | 11    |
| 2    | Corea del Sur   | 4   | 4     | 3      | 11    |
| 3    | Mongolia        | 1   | 3     | 6      | 10    |
| 4    | Corea del Norte | 1   | 3     | 0      | 4     |
| 5    | China           | 1   | 0     | 4      | 5     |
| 6    | Irán            | 1   | 0     | 1      | 2     |
| 7    | Kirguistán      | 0   | 1     | 0      | 1     |
| 8    | Kazajistán      | 0   | 0     | 5      | 5     |
| 9    | China Taipéi    | 0   | 0     | 2      | 2     |
| 9    | Uzbekistán      | 0   | 0     | 2      | 2     |
| 11   | India           | 0   | 0     | 1      | 1     |
| 11   | Pakistán        | 0   | 0     | 1      | 1     |
| 11   | Tailandia       | 0   | 0     | 1      | 1     |
|      | TOTAL           | 14  | 14    | 28     | 56    |